# Čeburaška
Čeburaška (ruski: Чебурашка) – lik iz ruske dječje književnosti i iz crtanog filma. 
Ruski pisac Eduard Uspensky napisao je knjigu za djecu, u kojoj je Čeburaška glavni lik. Između 1969. i 1983., snimali su se crtani filmovi, u kojima su glavni likovi bili Čeburaška i krokodil Gena. Čeburaška je s vremenom postao simbol Rusije, suvenir i maskota ruskih olimpijaca. Popularna je diljem bivšeg SSSR-a, a poznata je i u nekim drugim europskim zemljama. Predmetom je brojnih anegdota i viceva ponajviše u Rusiji.
Čeburaška je mala životinja muškoga spola, nepoznate vrste. Izgleda kao medvjedić s velikim ušima. Približno je veličine djeteta od oko pet godina i muškog je spola. U crtanoj seriji, doznaje se, da Čeburaška vjerojatno potječe iz prašume. Slučajno su je pronašli u narančastom sanduku, gdje je spavala. Neki trgovac je otvorio sanduk i Čeburaška se otkotrljala i po tome je i dobila ime (po kotrljanju).
Čeburaška je uvijek u pratnji svog prijatelja krokodila Gene, koji nosi šešir i kaput te hoda na dvije noge, radi u zoološkom vrtu i svira harmoniku. Jedna od omiljenih pjesama mu je: "Na žalost, rođendan je samo jednom godišnje" (na ruskom: К сожалению день рожденя, только раз в году). 
Negativan lik je zajedljiva Starica Šapokljak, koja uvijek nosi tamni kaput i šešir (šapokljak).
Ruski automobil ZAZ 968A "Zaporožac" (ima velike otvore za zrak sa strane) i zrakoplov Antonov An-72/74 imaju nadimak "čeburaška" zbog sličnosti s likom.
Oko 1970., u Švedskoj su nastali likovi Drutten i krokodil Gena po uzoru na Čeburašku i krokodila Genu, ali s različitom radnjom.  